# Oblique (cas)
Pour les articles homonymes, voir Oblique et Régime.
En linguistique, le terme de cas oblique (en latin : casus obliquus) désigne tout type de cas grammatical autre que celui servant de forme de citation (ou forme canonique, ou lemme). Il fonctionne essentiellement en opposition avec la notion de cas direct. Son application précise varie selon les langues :
- son sens premier, remontant à la grammaire grecque, désigne les cas autres que le nominatif (forme canonique ou forme de citation et cas du sujet) et le vocatif ;
- par spécialisation, le terme peut désigner dans une déclinaison à deux cas celui qui couvre tout ce qui n'est pas le sujet ; on parle alors aussi de cas régime ou de cas objet, lequel s'oppose terminologiquement au cas sujet ;
- plus récemment, il a été réemployé pour désigner le ou les cas couvrant toutes les fonctions « périphériques » autres que celles de sujet et d'objet.

## Sens historique
Les premiers grammairiens grecs ont nommé πτῶσις / ptỗsis « chute » l'ensemble des variations formelles susceptibles d'affecter les mots : le terme s'apparentait donc plus à la notion moderne de flexion. Ce sont les stoïciens qui ont par la suite restreint le terme à son sens actuel de flexion liée à la fonction syntaxique. Le choix de ce terme provient d'une métaphore conceptuelle des variations formelles comme déviation loin d'une position d'équilibre, assimilée à la forme habituelle de citation du mot. Cette position d'équilibre a reçu le nom de πτῶσις ὀρθή / ptỗsis orthế ou πτῶσις εὐθεῖα / ptỗsis eutheîa « cas direct » (correspondant au nominatif), les autres formes étant dénommées πτῶσις πλάγια / ptỗsis plágia « cas oblique »,. Les termes spécifiques aux différents cas obliques n'ont été introduits que plus tard.
Les grammairiens latins ont rendu ces notions dans leur langue par calque lexical : casus, casus rectus, casus obliquus, et ajouté, selon une métaphore semblable, le terme de declinatio, littéralement « inclinaison ».
Dans ce sens, cas oblique couvre tous les cas autres que le nominatif et généralement le vocatif. C'est un terme générique utile quand il s'agit d'évoquer une propriété qui leur est commune. Par exemple, en latin, les cas obliques peuvent se former sur un autre thème morphologique que le nominatif: ainsi homō « être humain » forme ses cas obliques sur le thème homin-, donnant au singulier l'accusatif hominem, le génitif hominis, le datif hominī, l'ablatif homine.

## Opposition cas sujet / cas régime en ancien français et ancien occitan
L’ancien français comportait une déclinaison à deux cas qui est parfois décrite (notamment dans les descriptions en langue allemande) en termes d’opposition entre cas direct et cas oblique. Toutefois, les grammairiens francophones[Lesquels ?] préfèrent généralement les dénominations respectives de « cas sujet » et de « cas régime ». La linguistique anglophone[Information douteuse] recourt quant à elle à la dénomination de « cas objet » (objective case).
On opposait ainsi au singulier li murs (cas sujet), le mur (cas régime), et au pluriel li mur (cas sujet), les murs (cas régime). Parfois le cas sujet singulier était fort différent des autres : li cuens, le conte, li conte, les contes (conte signifiant « comte »). Les noms propres offraient des exemples fréquents : Georges / George, Gui / Guyon, Guennes / Ganelon, etc.
La forme nominale unique du français moderne dérive le plus souvent du cas régime. Il y a cependant un certain nombre d’exceptions où c'est le cas sujet qui a survécu, concernant les noms de personnes : ex. prestre / provoire (« prêtre »), ancestre / ancessor (« ancêtre »), traïtre / traïtor (« traître »), suer / seror (« sœur ») et de nombreux prénoms. Dans quelques cas, le cas sujet et le cas régime se sont tous deux maintenus dans la langue moderne, parfois avec des sens différents : c'est le cas pour gars / garçon, copain / compagnon, sire / seigneur, pâtre / pasteur, nonne / nonnain et pute / putain.
La déclinaison à deux cas de l’ancien français permettait des tours impossibles en français moderne ; comme elle soulignait les fonctions grammaticales, l’ordre des mots pouvait être plus libre qu’aujourd’hui, sans nécessiter l’ajout de prépositions pour marquer les groupes nominaux au cas régime, ni de pronoms personnels pour distinguer le sujet de la phrase alors qu’il peut être implicite. Par exemple :
Son oncle conta bonement
Son couvenant et son afere. (Huon le Roi, Le Vair Palefroi)
signifie « À son oncle, il raconta bonnement son arrangement et son affaire. » Son oncle, au cas régime, ne peut être sujet de conta (qui serait, au cas sujet, ses oncles).
De même,
Son seignor dire ne l’ose. (Chrétien de Troyes, Érec et Énide)
signifie « Elle n’ose pas le dire à son seigneur. » Son seignor, ici aussi au cas régime, n’est pas le sujet de ose.
Le français moderne a conservé dans les noms de lieux une tournure issue du cas régime : on utilisait ce cas sans avoir besoin du mot "de" qui sert aujourd'hui à marquer le complément du nom. Exemple : église Notre-Dame (qui signifie : l'église de notre Dame [la Vierge Marie]). Cet usage était à la fois plus court, plus proche du génitif latin pour les membres du clergé et les scribes, et n'a jamais prêté à confusion sur la fonction du nom propre. Il en va de même dans presque tous les noms de bâtiments et de rues où le cas régime avait exclu à l'origine le mot « de », usage qui s'est ensuite perpétué, y compris pour les noms de lieux baptisés aux XIXe et XXe siècles : boulevard Davout et non « boulevard de Davout », bibliothèque François-Mitterrand et non « de François Mitterrand », lycée Louis-le-Grand et non « de Louis le Grand ». La typographie a seulement ajouté des traits d'union pour distinguer visuellement le lieu du personnage éponyme.
L’ancien occitan comportait une déclinaison semblable, qui a disparu de la même façon en occitan moderne.
Cependant l’opposition entre les cas régime et sujet subsiste encore en français moderne dans les pronoms personnels, avec même pour certains plusieurs formes qui marquent les anciennes distinctions de cas latins :
je (cas sujet, pronom omis en ancien français qui marquait plutôt la conjugaison du verbe), me ou m’ (cas régime dans la forme accusative ou dative utilisée pour l’objet direct ou indirect), moi (cas régime dans les formes génitive, dative ou ablative utilisée avec une préposition pour l’objet circonstanciel) ;
il (cas sujet, pronom omis en ancien français qui marquait plutôt la conjugaison du verbe), le ou l’ (cas régime dans la forme accusative ou dative utilisée pour l’objet direct ou indirect), lui (cas régime dans les formes génitive, dative ou ablative utilisée avec une préposition pour l’objet circonstanciel), se ou s’ (cas sujet, forme réfléchie), soi (cas régime, forme réfléchie utilisée avec une préposition).

## L'oblique comme cas «périphérique»
En grammaire générative et à sa suite, le terme d'oblique a été employé dans un sens un peu plus restreint, désignant toutes les fonctions « périphériques » autres que celles « centrales » de sujet et d'objet.
Certaines langues ont des systèmes casuels plus ou moins fondés sur ce principe :
- les langues abkhazo-adygiennes du Nord-Ouest du Caucase, où l'oblique s'oppose à un absolutif et marque les fonctions autres que celles de sujet d'un verbe intransitif et d'objet d'un verbe transitif ;
- certaines langues indo-iraniennes comme le kurde kurmandji, le pachto, le hindi, le marathi et le pendjabi, où l'oblique marque les fonctions périphériques ainsi que le sujet d'un verbe transitif à l'aspect accompli ;
- le roumain a trois cas, un « direct » hérité du nominatif et de l'accusatif latins, un « oblique » hérité du génitif et du datif latins, et un vocatif.